# 范瑟
范瑟（1504年—1562年），字孔和，號栢峯，山東濟南府歷城縣人，明朝政治人物。同進士出身。

## 生平
嘉靖四年（1525年）乙酉山東鄉試第七名舉人，嘉靖十一年（1532年）壬辰科第二甲第四十四名進士。觀工部政，選庶吉士，明年，以父丧归。十四年授編修，十七年分考會試，十八年謫開州判官，量移大名府推官，寻擢南京户部主事，歷南京戶部郎中，二十四年入賀京师，遷四川布政司參議，分守上川南道，二十九年再入賀，拜官陝西副使，分巡西寧道，討平羗亂，三十二年免官，家居十余年而卒，年五十九。

## 家族
曾祖范整；祖范勝；父范福；前母孔氏；母馬氏。具慶下。兄珊；珤；璞（聽選官）；琚；班；珏；琴。